# Tanjung Pinggir (Siantar Martoba)
Tanjung Pinggir is een bestuurslaag in het regentschap Pematang Siantar van de provincie Noord-Sumatra, Indonesië. Tanjung Pinggir telt 4409 inwoners (volkstelling 2010).